# Bahway
Bahway is een bestuurslaag in het regentschap Lampung Barat van de provincie Lampung, Indonesië. Bahway telt 3151 inwoners (volkstelling 2010).